# Dieppe
Dieppe er en fransk by beliggende ved Atlanterhavskysten 150 km nordvest for den franske hovedstad Paris. Byen havde i 1999 34.653 indbyggere. Byen er især kendt for at have været stedet for et mislykket allieret landgangsforsøg under 2. verdenskrig, også kendt som Slaget ved Dieppe.

## Geografi
Byen er kendt for sin trafik- og fiskerihavn og ligger ved atlanterhavskysten der hvor floden Arques har udløb i Den engelske kanal. På den modsatte side af Kanalen på den engelske side ligger Newhaven, East Sussex.

## Historie
Dieppe omtales første gang som en lille fiskerby i 1030. Byen var meget omstridt under Hundredårskrigen. Byen var hjemsted for den mest avancerede franske korttegningsskole i det 16. århundrede, og var landets vigtigste havn i 17. århundrede. Den 23. juli 1632 afsejlede 300 kolonister til Ny Frankrig fra Dieppe. Da Nantes-ediktet blev tilbagekaldt i 1685 mistede Dieppe 3.000 af sine huguenotter, som flygtede til udlandet.
Dieppe var et vigtigt mål i krigstid. Byen blev stort set ødelagt ved et engelsk-hollansk flådebombardement i 1694. Efter at den var blevet genopbygget i årene efter 1696 blev den en populær ferieby efter et besøg i 1824 af enkehertuginden af Berry (Karl 10. af Frankrigs svigerdatter). Hun tilskyndede til bygningen af det nyligt restaurerede kommunale teater, Petit-Theatre (1825), som især forbindes med Camille Saint-Saëns.
I løbet af det 19. århundrede blev Dieppe populær blandt engelske kunstnere som ferieby. Prominente forfattere såsom Arthur Symons satte pris på at holde sig orienteret om de seneste strømninger i Frankrig her, og tilbragte mange uger her i "sæsonen".
Slaget ved Dieppe i 2. Verdenskrig blev kendt som et blodigt slag, som var bekostligt for de Vestallierede. Den 19. august 1942 landede allierede soldater, fortrinsvis fra 2. canadiske infanteridivision ved Dieppe i håb om at besætte byen i kort tid for at indsamle informationer og inddrage Luftwaffe i åben kamp. De allierede mistede over 1.400 døde og 1.946 canadiske soldater blev taget til fange. Ingen af de overordnede mål blev opnået. Dieppe blev befriet den 1. september 1944 af soldater fra den 2. canadiske infanteridivision.
Dieppe, New Brunswick (tidligere Léger Corner) fik sit nuværende navn i 1946, til ære for de canadiske soldater, som døde i slaget ved Dieppe.

### Berømte personer fra Dieppe
- Louis de Broglie, som fik nobelprisen i medicin var født i Dieppe
- Emmanuel 'Manu' Petit, en fransk fodboldspiller er fra Dieppe
- St. Jean de LaLande en jesuit fra det 17. århundrede som blev martyr da han blev dræbt af irokesere i det der nu er delstaten New York
- St. Antoine Daniel martyr og helgen.
- Jean (Johan) Cossin(s), en af de første som viste Sinusoidal projektionen, han brugte den til et verdenskort i 1570.

- Havnen i Dieppe
- Manoir Saint-Martin på boulevard Aguado omkring 1905
- Georges Boillot vinder det franske Grand Pris i 1912 i Dieppe
- Tårne og théâtre municipal før krigen
- Carl Spitzwegs billede Kvindebadet i Dieppe III
- Nicolae Vermonts billede Udsigten over Dieppes strand (1929)
- Det mauriske casino i Dieppe
- Landgangen den 19. august 1942

- Wikimedia Commons har flere filer relateret til Dieppe